# Nepal Mandala

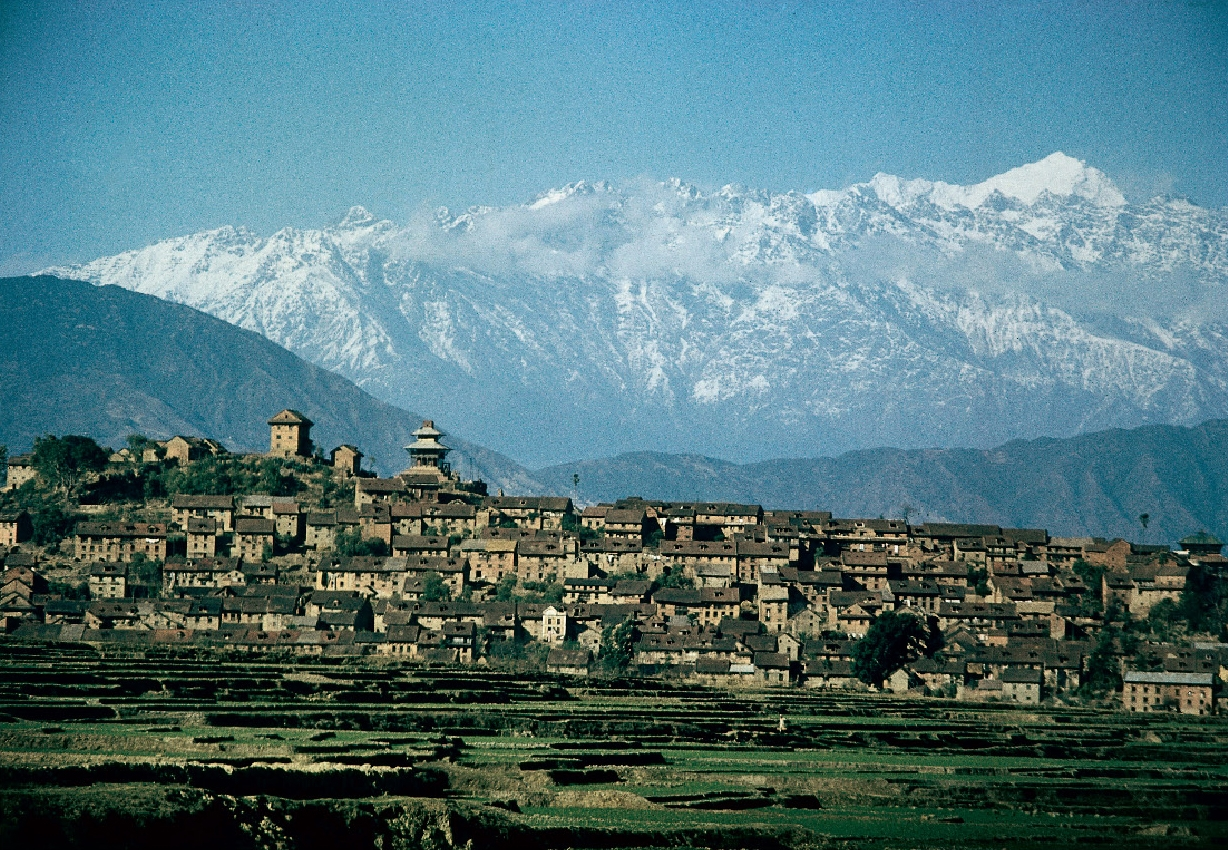
El valle de Katmandú con el Himalaya en el horizonte.

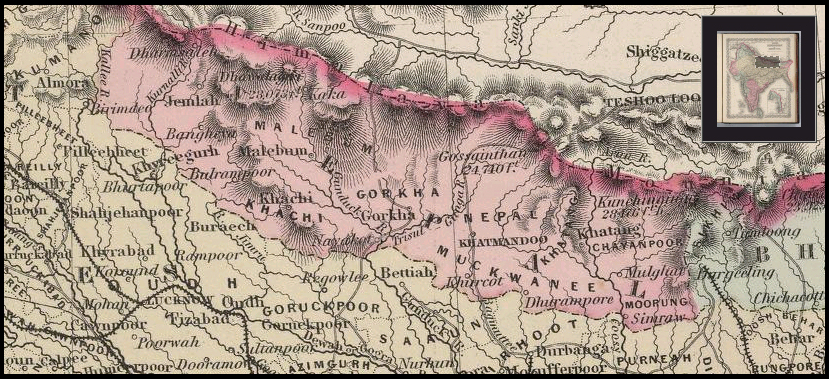
Mapa de 1886 mostrando Nepal Mandala ubicado entre Gorkha por el oeste, Khatang por el este y Muckwanee en el sur.

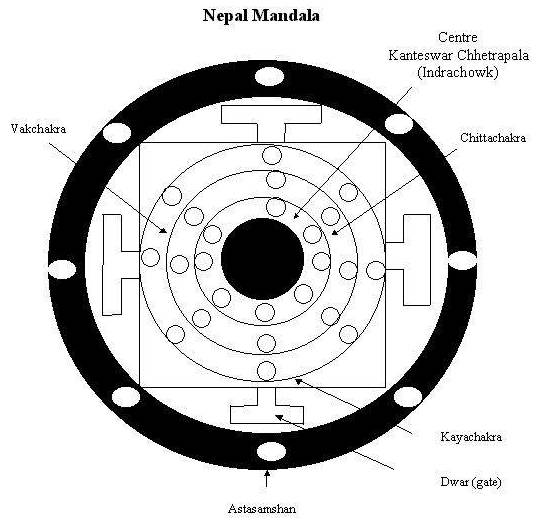
Symbolic diagram of Nepal Mandala.

Nepal Mandala (Devanagari: नेपाल मण्डल) es una antigua región en el centro de Nepal, caracterizada por su cultura, religión y fronteras políticas. Abarca el valle de Katmandú y las zonas aledañas.
El territorio que constituye actualmente Nepal durante el período medieval consistía de tres reinos: Khas en el oeste, Karnatak en el sur y Nepal Mandala en el centro.

## Región cultural
Tradicionalmente Nepal Mandala ha albergado 64 sitios de peregrinación Hindú y 24 centros budistas. Los templos hindúes son 64 lingas de Shiva dispersos entre el distrito de Nuwakot en el oeste hasta Bhimeswar en el diistrito de Dolakha en el este.
Los 24 sitios de peregrinación budistas se encuentran diseminados desde el río Trishuli en el oeste hasta Dolalghat por el este. When seen as an ordered pattern, they form the picture of the mandala of Chakrasamvara, la principal deidad del budismo Vajrayana. Nepal Mandala era imaginada sobre la base de Chakrasamvara Mandala.
Francis Buchanan-Hamilton escribió en su Relatos del Reino de Nepal publicado de 1819 que había cuatro sitios de peregrinaje que marcaban los límites de Nepal: Nilkantha (a ocho días de viaje hacia el norte desde Katmandú), Nateswar (a tres días de viaje hacia el sur), Kaleswar (a dos días de viaje hacia el oeste) y Bhimeswar (a cuatro días de viaje hacia el este).

## Historia
El texto budista Manjushrimula Kalpa menciona a Manadeva (reinó 464-506 AD) como rey de Nepal Mandala. El término Nepal Mandala también aparece mencionado en el texto budista Swayambhu Purana. Además se lo encuentra en una inscripción tallada en piedra en Gyaneswar, Katmandú que se remonta al siglo VIII durante el reinado del rey Jayadeva II de Licchavi.
El término Nepal Mandala ha sido utilizado durante siglos en inscripciones en piedra y en grabados en cobre y en colofones de manuscritos al mencionar la dirección del que realiza la dedicatoria. También es mencionado durante ceremmonias budistas importantes.